# SNCF BB 7200 sorozat
Az SNCF BB 7200 sorozat egy francia B'B' tengelyelrendezésű, 1,5 kV egyenáramú villamosmozdony-sorozat. Megegyezik a holland NS 1600 sorozattal.

## Nevek
Néhány mozdony saját nevet is kapott a pályaszámon kívül:
| Pályaszám | Név                       |
| --------- | ------------------------- |
| 7203      | Saint-Flour               |
| 7221      | Saint-Amand-Montrond      |
| 7223      | La Souterraine            |
| 7232      | Souillac                  |
| 7236      | Chambéry                  |
| 7237      | Pierrelatte               |
| 7238      | Thonon-les-Bains          |
| 7239      | Saint-Pierre-d’Albigny    |
| 7240      | Saint-Étienne             |
| 7241      | Villeurbanne              |
| 7242      | Vienne                    |
| 7243      | Villeneuve-Saint-Georges  |
| 7244      | Vernou-la-Celle-sur-Seine |
| 7253      | Montrejeau                |
| 7256      | Valenton                  |
| 7270      | Entraigues-sur-Sorgues    |
| 7410      | Fontenay-sous-Bois        |
| 7411      | Lamure-sur-Azergues       |